# Lasiopetalum tepperi
Lasiopetalum tepperi är en malvaväxtart som beskrevs av Ferdinand von Mueller. Lasiopetalum tepperi ingår i släktet Lasiopetalum och familjen malvaväxter. Inga underarter finns listade i Catalogue of Life.